# ياسمين أزوري
ياسمين أزوري (الاسم العلمي:Jasminum azoricum) هو نوع من النباتات يتبع جنس الياسمين من الفصيلة الزيتونية.